# اوکی ایرویز
اوکی ایرویز (به انگلیسی: Okay Airways) یک شرکت هواپیمایی با کد یاتا BK است که در تاریخ ۲۰۰۴ میلادی تأسیس شده است. دفتر مرکزی اوکی ایرویز در پکن، جمهوری خلق چین واقع شده‌است و قطب این شرکت هواپیمایی در فرودگاه بین‌المللی تیانجین بینهای قرار دارد و به ۱۶ مقصد، پرواز مستقیم انجام می‌دهد.